# Jacques Vauclair (psychologue)
Pour les articles homonymes, voir Jacques Vauclair.
Jacques Vauclair, né en 1947, est un psychologue français d'origine suisse. Il est professeur émérite de psychologie cognitive à l'université d'Aix-Marseille.

## Biographie
Il fait des études de psychologie expérimentale et psychologie de l'enfant à l'université de Genève. Il a été assistant de recherche au Centre international d'épistémologie génétique dirigé par Jean Piaget et, simultanément, assistant au Laboratoire d'éthologie dans lequel il a réalisé sa thèse en psychologie génétique et expérimentale. Il est secrétaire général du Centre International d'Epistémologie Génétique à Genève en 1971-1978. Après un stage postdoctoral au National Research Primate Center d'Atlanta (USA), il est recruté en 1982 au CNRS à Marseille dans l'Institut de neurophysiologie et psychophysiologie. Il est  membre du laboratoire marseillais de Neurosciences fonctionnelles, devenu Centre de recherche en Neurosciences cognitives, dirigé par Jean Requin, où il a créé l'équipe de psychologie comparée de la cognition. 
Il est président de la Société Francophone de Primatologie en 1994-1995. Il est vice-président de la Société Française de Psychologie (SFP), responsable du Département Recherche en 2000-2005 et vice-président de la SFP, chargé des relations internationales entre 2005 et 2007.
En 1998, il est professeur de psychologie du développement à l'université d'Aix-Marseille. Il fonde en 2000 le Centre de recherche en psychologie de la connaissance, du langage et de l'émotion (EA 3273), à Aix-en-Provence, qu'il dirige jusqu'à son départ à la retraite. Directeur de l'École Doctorale "Cognition, Langage, Éducation" (ED 356) en 2008-2011. Il préside le Comité National Français de Psychologie Scientifique entre 2005 et 2008. Il est professeur émérite depuis 2013.
Il est membre de l'Institut universitaire de France en 2008-2013.

## Distinctions
- 1993 : médaille d'argent du CNRS
- 2013 : médaille d'Aix-Marseille Université

### Ouvrages
- L'Intelligence de l'animal, Paris, Seuil, 1992, 2017 (nouvelle édition augmentée).
- Animal Cognition: Recent Developments in Comparative Psychology, Cambridge, MA, Harvard University Press, 1996.
- La Cognition animale, Paris, Puf, coll. « Que Sais-Je ? », 1996.
- L'Homme et le Singe. Psychologie comparée, Paris, Flammarion, coll. « Dominos », 1998.
- Développement du jeune enfant. Motricité, Perception, Cognition, Paris, Belin, 2004.
- Réussir son premier cycle en Psycho, avec  A. Piolat, Bruxelles, De Boeck Université, 2008, 2010 (2nd édition revue et augmentée).
- De quelques mythes en psychologie. Enfants-loups, singes parlants et jumeaux fantômes, avec  K. Suzuki, Paris, Seuil, 2016.
- Psychologie comparée : cognition, communication et langage, Paris, Presses Universitaires de Paris Ouest, 2016.
- Réussir ses études de psychologie , avec A.  Piolat, Bruxelles, De Boeck Université, 2020.
- L’homme et l’animal. Cognition comparée . Nanterre : Presses de Paris Ouest, 2020.
- Développement cognitif du jeune enfant.  Nanterre : Presses universitaires de Paris Nanterre, 2021.